# Seirocastnia praefecta
Seirocastnia praefecta är en fjärilsart som beskrevs av Druce 1896. Seirocastnia praefecta ingår i släktet Seirocastnia och familjen nattflyn. Inga underarter finns listade.